# Florian Wagner-von Papp
Florian Wagner-von Papp (* 1973) ist ein deutscher Rechtswissenschaftler und Professor an der Helmut-Schmidt-Universität/Universität der Bundeswehr Hamburg.

## Leben
Florian Wagner-von Papp studierte von 1993 bis 1998 Rechtswissenschaften an der Eberhard-Karls-Universität Tübingen als Stipendiat der Studienstiftung des deutschen Volkes und schloss sein Studium mit dem Ersten Juristischen Staatsexamen ab.
Er absolvierte anschließend sein Referendariat und 2000 sein Zweites Juristisches Staatsexamen. Im Rahmen seiner akademischen Laufbahn wurde er 2004 an der Universität Tübingen mit einer Dissertation zum Thema „Marktinformationsverfahren: Grenzen der Information im Wettbewerb: die Herstellung praktischer Konkordanz zwischen legitimen Informationsbedürfnissen und Geheimwettbewerb“ promoviert.
Zudem absolvierte Wagner-von Papp im Jahr 2001/2002 ein Masterstudium (LL. M.) an der Columbia Law School in New York als Stipendiat der Studienstiftung des deutschen Volkes, der Haniel-Stiftung, des DAAD und der Mueller-Weitzel-Weisner-Stiftung.
Nach seinem Zweiten Staatsexamen war Florian Wagner-von Papp als Wissenschaftlicher Assistent am Lehrstuhl von Wernhard Möschel an der Universität Tübingen tätig. Im Jahr 2005 nahm er eine Stelle als DAAD-Fachlektor am University College London im Vereinigten Königreich an. Dort wurde er 2007 zum regulären Lecturer in Law berufen und später zum Associate Professor/Reader in Law (2012) sowie zum (full) Professor for Antitrust and Comparative Law & Economics (2017) befördert.
Während seiner Zeit am University College London verbrachte Wagner-von Papp das akademische Jahr 2011/12 als Visiting Researcher an der Harvard Law School in Cambridge, MA. Darüber hinaus hielt er regelmäßig von 2008 bis 2017 Tutorien an der University of Oxford ab.
Im akademischen Jahr 2017/18 wurde Florian Wagner-von Papp ein Forschungsfreijahr gewährt, währenddessen er als Gastprofessor an der Universität Osaka in Japan und der Universität Würzburg tätig war. Zudem vertrat er als Professurvertreter die neu eingerichtete Professur für Bürgerliches Recht und Wirtschaftsrecht (einschließlich Vertragsgestaltung) an der Helmut-Schmidt-Universität.
Ab dem 1. Juli 2019 übernahm er schließlich diese Professur und ist seither als Professor für Bürgerliches Recht und Wirtschaftsrecht an der Helmut-Schmidt-Universität tätig.
Seit dem 1. Januar 2023 ist er Mitherausgeber und Schriftleiter für den Abhandlungsteil der Kartellrechtszeitschrift Wirtschaft und Wettbewerb (WuW).

## Schriften (Auswahl)
- Marktinformationsverfahren. Grenzen der Information im Wettbewerb. Die Herstellung praktischer Konkordanz zwischen legitimen Informationsbedürfnissen und Geheimwettbewerb. Baden-Baden 2004, ISBN 3-8329-0975-3.